# New Jalpaiguri
New Jalpaiguri – miasto i węzeł kolejowy w dystrykcie Jalpaiguri w stanie Bengal Zachodni w północno-wschodnich Indiach. New Jalpaiguri znajduje w odległości 6 km od miasta Śiliguri – stacji końcowej linii kolejowej do Dardżylingu wpisanej na listę światowego dziedzictwa UNESCO.